# RV Гончих Псов
RV Гончих Псов (лат. RV Canum Venaticorum) — тройная звезда в созвездии Гончих Псов на расстоянии приблизительно 1335 световых лет (около 409 парсек) от Солнца.
Пара первого и второго компонентов — двойная затменная переменная звезда типа W Большой Медведицы (EW). Звёздная величина диапазона CV звезды — от +14,39m до +13,58m. Орбитальный период — около 0,2696 суток (6,4696 часа).
Открыта Йоханнесом Ларинком в 1921 году***.

## Характеристики
Первый компонент — оранжевый карлик спектрального класса F8, или K. Масса — около 0,95 солнечной, радиус — около 0,89 солнечного, светимость — около 0,66 солнечной. Эффективная температура — около 5021 K.
Второй компонент — оранжевый карлик спектрального класса G1:, или K. Масса — около 0,48 солнечной, радиус — около 0,65 солнечного, светимость — около 0,36 солнечной. Эффективная температура — около 4703 K.
Третий компонент (2MASS J13401740+2818208). Масса — не менее 0,17 солнечной. Орбитальный период — около 19397,8 суток (53,1 года). Удалён на 10 угловых секунд.